# 野中藍
野中藍（日语：／ Nonaka Ai，1981年6月8日—）是一位日本女性聲優，福岡縣福岡市早良区出身，身高156cm，血型A型。
福岡市立次郎丸中学校、福岡市立福岡西陵高等学校、青二塾東京校毕業（21期生），有一名弟弟。

## 人物

### 概要
- 名字的由来是由母亲名的第一個平假名和父亲名的第一個平假名而来；因为所居住的同一块地区已经有叫「爱」的孩子了，所以把汉字改写做「蓝」。
- 因为有着可爱的声音，故以少女角色的配音为中心。其中，为性格开朗的天然呆系和弱气、不擅长言辞类型的配音的表现尤其突出。
- 2017年8月25日，野中藍在YouTube頻道和Blog宣布結婚的消息[1][2]。
- 2020年12月15日，野中藍在出演EVENT前接受的PCR檢查中被檢測為新型冠狀病毒陽性，次日由所屬事務所公佈；其本人亦於15日當日出現輕微疲勞癥狀，並在自家待機，截止到事務所公佈之時並無發熱、咳嗽等癥狀[3]。同月24日，事務所公佈野中藍已痊癒[4]。

## 參與作品
※粗体该角色为主要角色

### 電視動畫
2002年
- 筋肉人二世（惠子、テリー・ザ・キッド（少年期））

2003年
- R.O.D -THE TV-（重乃灯子）
- 宇宙星路（片瀨志麻）
- 瓶詰妖精（ほろろ）
- 鼻毛真拳（ビュティ）

2004年
- （小笠原野乃子）
- 神无月的巫女（猫子）
- 筋肉人二世 ULTIMATE MUSCLE（惠子）
- 老师的时间（堀鳩子）

2005年
- 我们这一家（橘子旧时的朋友等）
- AIR（少女）※最終話登場
- 新宇宙飛龍（シオン）
- 神是中学生（三枝御子）
- JINKI:EXTEND（川本皋月）
- 嬉皮笑园（一条同学、一条（妹））
- 魔法老师（近衛木乃香）
- 蜡笔小新（少女）
- 伊里野的天空、UFO的夏天（伊里野加奈）

2006年
- 面包超人（かなえぼし）
- 筋肉人二世 ULTIMATE MUSCLE2（惠子）
- 不平衡抽籤（秋山時乃）
- 奏光之Strain（艾米莉、拉奎尼亞·莉蓓露斯）
- 魔法老师！？（近衛木乃香） - 在第5話中给标题题字以及提供插图。
- 備長炭（備長炭）
- 夢使者（祐未）

2007年
- 校園烏托邦 學美向前衝！（稻森光香）
- CLANNAD（伊吹風子）
- 蠟筆小新（女子）第592話中出现
- 絕望先生（風浦可符香）
- 蟲之歌（堀內愛理衣）

2008年
- 俗·絕望先生（風浦可符香）
- 秘密 ～The Revelation～（天地奈奈子）
- RD 潛腦調查室（伊東雪乃）
- TIGER×DRAGON！（木原麻耶）
- 鋼鐵新娘（神代雪奈）

2009年
- 穿越宇宙的少女（獅子堂妹子）
- CLANNAD ～AFTER STORY～（伊吹風子）
- 機巧魔神（嵩月奏）
- 夏日風暴（伏見矢夜）
- 夏日風暴 春夏冬中（伏見矢夜）
- 神曲奏界（蜜婕德莉特）
- 簡單易懂的現代魔法（森下歷美）
- 懺·絕望先生（風浦可符香）
- 東京震級8.0（川崎彩）
- 戰鬥司書系列（迦克莉·可可多）

2010年
- 卡爾與不可思議之塔（潘妮特）
- 姊弟物語（賣火柴的少女）
- 半妖少女綺麗譚（麥）
- 只有神知道的世界（圖書委員長）
- 蜡笔小新（腳踝計步器）

2011年
- 銀魂（椿平子）
- 電波女&青春男（藤和女女）
- 變身！公主偶像（山森あずき）
- 魔法少女小圓（佐倉杏子）
- 戰國少女 ～桃色異傳～（大友sorin）

2012年
- Another（櫻木由佳里）
- Little Busters!（渡邊咲子）
- 咲-Saki- 阿知賀篇 episode of side-A（福與恆子）
- 北極熊Café（皇帝企鵝雛鳥）

2013年
- 鎖鎖美小姐@不好好努力（邪神玉）
- 人魚又上鉤（小樋）
- 只有神知道的世界 女神篇（藤井寺）
- 我不受歡迎，怎麼想都是你們的錯！（今江惠美）

2014年
- 咲-Saki- 全國篇（福與恆子）
- 鐵金剛少女Z（哥隆大公）
- 甘城輝煌樂園救世主（堤拉米）
- 電波少女與錢仙大人（乃繪瑠）

2015年
- 幸腹塗鴉（町子明）
- ONE_PIECE（蔓雪莉）
- 阿松（豆丁美）

2016年
- 潮與虎 第2期（看護婦）
- 蠟筆小新（雛鳥）
- 月歌。THE ANIMATION（兔川千櫻）
- 3月的獅子（步喵、金將喵）

2017年
- 學園少女突襲者 Animation Channel（桃川紗紗）
- 動物朋友（網紋長頸鹿[5]、藪貓）
- Fate/Apocrypha（黑之Berserker）
- 悠久持有者：魔法老師！ 第2部（近衛木乃香）

2018年
- Fate/EXTRA Last Encore（Caster、愛麗絲）
- 深夜！天才傻鵬（阿一）

2019年
- 少女前線 人形小劇場 -治癒篇-（HK416）

2020年
- 魔法紀錄 魔法少女小圓外傳（佐倉杏子）
- 少女前線 人形小劇場 -狂亂篇-（416）

2021年
- 櫻桃小丸子（麗子）
- 魔法紀錄 魔法少女小圓外傳 2nd SEASON -覺醒前夜-（佐倉杏子）
- 鍵等（伊吹風子）

2022年
- 少女前線（HK416[6]）

2024年
- （ちびしば[7]）
- 魔王陛下RETRY！R（社長）

### OVA
- I'll/CKBC（男子B）
- 伊里野的天空、UFO的夏天（伊里野加奈）
- 钟之音学院（女學生A）
- 獄・絶望先生（風浦可符香(P.N)）
- 懺・絶望先生 番外地（風浦可符香(P.N)）
- 絕對衝激 ～柏拉圖之心～（香月美子）
- 天罚天使拉比（ルイ）
- 暴走族貓 THE MOVIE
- 不可思议的教室OVA（一条さん、一条望）
- 魔法先生! 系列（近衛木乃香）
- 魔法老師春、夏
  - OAD 魔法先生! 〜白之翼 ALA ALBA〜（全3話）
  - OAD 魔法先生! 〜另一个世界〜（全4話）
- 百合星人奈緒子美眉（小柊）

2013年
- 人魚又上鉤（樋井）※漫畫第9集附DVD特裝版

2021年
- Fate/Grand Carnival（謎之貓W）

### 劇場动画
2002年
- （惠子）

2011年
- 剧场版 魔法老师！ ANIME FINAL（近卫木乃香）

2012年
- 劇場版 魔法少女小圓 [前篇] 起始的物語（佐倉杏子）
- 劇場版 魔法少女小圓 [後篇] 永遠的物語（佐倉杏子）

2013年
- 劇場版 魔法少女小圓 [新篇] 叛逆的物語（佐倉杏子）

2024年
- 哆啦A梦：大雄的地球交响乐（学生）

2026年
- 劇場版 魔法少女小圓 〈魔女之夜的迴天〉（佐倉杏子）

### 網路動畫
2017年
- 惡作劇魔女與不眠之街（阿普爾）

2021年
- 少女前線 人形小劇場 -治癒篇2-（416）

2024年
- Fate/Grand Order 搞不懂的藤丸立香 第2期（童谣）

### 游戏
- 公主聯盟（エミリオ）
- 真三國無雙6（鲍三娘）
- 學園愛麗絲〜閃亮★記憶之吻（小笠原野乃子）
- 學園都市Roses（ミュウ、チャリオン、ミュゼット、レン・ウォルト）
- 學園烏托邦 學美向前衝！（PS2/稻森光香）
- （秋山時乃）
- 拳皇EX2 ～HOWLING BLOOD～（黒咲壬羽）
- 捉猴啦3（彩香）
- Shining Tears（マオ）
- Shining Force EXA（カティーナ）
- 新紀幻想聖魔之魂・II（イグレーヌ、ミュウ、チョコ）
- Steady×Study（星玲香）
- （求塚由真）
- 異域傳說Xenosaga（百式レアリエン）
- 旋光之輪舞（ペク・チャンポ）
- 備長炭
- 愛神餐館（彩梨·美普）
- BLACK/MATRIXOO（リプサリス）
- 炙熱之魂加速進化（ブリジッテ）
- Mabino x Style（ネココ）
- 「魔法老師!」
  - 魔法先生! 时间目小孩老师是魔法使!（PS2）
  - 魔法先生! 2時間目 戰鬥少女們！麻帆良大運動会SP!（PS2）
  - 魔法先生! ～少女們心動的海灘風情～（PS2）
  - 魔法先生!? 超麻帆良大戰（NDS）
  - 魔法先生!? 3時間目 戀愛、魔法與世界樹傳說!（PS2）
  - 魔法先生!? 超麻帆良大戰2 CHECK IN 溫泉全員集合!（NDS）
  - 魔法先生!? 夢境戰略夢見少女是公主歌姬版♥（PS2）
  - 魔法先生!? 新契約對戰!!（Wii/近衛木乃香）
- CLANNAD（PS2/伊吹風子）
- 飄流幻境（貝蒂）
- 12RIVEN -the Ψcliminal of integral-（高江ミュウ）
- 龙之谷（战士）
- 秋之回忆：打勾勾的记忆（星月織姬）
- 幸運☆星系列（小神晶）
  - 幸運之星可愛少女學園（NDS）
  - 真幸運星可愛少女學園~啟程~（NDS）
- 愛★殺球!5～網球機器人大作亂～（ベッキー・ウィリアム）
- 噬神者（PSP）（女性腳色第17號聲音）
- 約束之地（GBA、PSP/）
- 新牧場物語 -无暇人生-（トルテ）
- 弧光之源2：意志（ルナルナ）
- 摔角天使 生存者（キューティー金井、ノエル白石）
- 洛克人X：指令任務（シナモン）
- 聖劍同盟（エミリオ、パメラ）
- Fate/EXTRA（愛麗絲、Caster<童謠>）
- Wonderland ONLINE -暗黒的禁術-（ベティ）
- 少女兵器(GIRL ARMS)WEB （可蘿嵐）
- 討鬼傳 （初穗）
- 生死格鬥5 Last Round （穗香）
- 英雄傳說 閃之軌跡 （托娃·赫歇爾）
- 英雄傳說 閃之軌跡II （托娃·赫歇爾）
- 東京幻都 （九重永遠）
- 真·三國無雙7 （鲍三娘）
- 最終幻想零式 （阿莉亞·露利卡拉）
- 人中之龍5  （大澤梓）
- 尼爾 人工生命 （悠娜）

2015年
- Fate/Grand Order（美狄亚 【Lily】、弗蘭肯斯坦、童謠）

2016年
- 生死格鬥 沙灘排球3（穗香）
- 女友伴身邊（豐永日日喜）
- 女友伴身邊（♪）（豐永日日喜）
- 少女前線（HK416）

2017年
- 魔法紀錄 魔法少女小圓外傳 （佐倉 杏子）
- 怪物彈珠 （阿普露）
- 永遠的7日之都（白）
- 英雄傳說 閃之軌跡III （托娃·赫歇爾）
- 異度神劍2(寅)

2018年
- 真·三國無雙8 （鲍三娘）
- 無雙OROCHI 3 （鲍三娘）
- 英雄傳說 閃之軌跡IV -THE END OF SAGA- （托娃·赫歇爾）
- 永恆冒險（冥王 冥花鈴）

2019年
- 生死格鬥6 （穗香）
- 食用系少女2：美食内戰 （龍兒）
- Crash Fever（佐倉杏子）
- 明日方舟 (格勞克斯)

2020年
- 英雄傳說 創之軌跡（托娃·赫歇爾）

2021年
- 寶可夢大師（小遙）
- 拳皇全明星（穗香）
- 破曉傳奇（伏露露）
- 尼爾 人工生命 ver.1.22474487139... （悠娜）

2022年
- 英雄傳說 黎之軌跡Ⅱ -緋紅原罪- (托娃‧赫歇爾)

2023年
- 女神異聞錄：夜幕魅影 (路菲爾)

2025年
- 碧藍幻想（近衛木乃香）
- Fate/EXTRA Record（愛麗絲、Caster<童謠>）

### 電視節目
- 朝日電視台
- BS日本「麵包超人俱樂部」（MCのお姉さん）
- TBS系「NEWS23」（秋葉原特集的旁白/2006年2月21日）
- NHK綜合台

### 广播节目
- （毎日放送：2002年4月6日～2002年10月5日）
- （文化放送：2002年10月～2003年10月）
- （文化放送：2003年10月5日～2004年3月28日）
- （K'z Station：2003年10月18日～2004年5月15日）
- （USEN：2004年4月～）
- （K'z Station：2004年5月3日～2004年9月3日）
- （K'z Station：2004年9月8日～2005年11月30日）
- DROPS senpercent(MBS:2004年6月28日)
- （毎日放送：2005年10月3日～2006年4月3日）
- 野中藍 ラリルれ、すいようび。（パケットラジオ：2005年11月2日～2006年12月27日）

### 角色歌CD
- （片瀨志麻/2003年7月24日）
- 魔法老師系列
  - （2004年2月25日）
  - （2004年4月28日）
  - （2004年8月25日）
  - （2004年12月22日）
  - （動畫「魔法老師」片尾曲/2005年2月16日）
  - （動畫「魔法老師」片頭曲/2005年4月6日）
  - 1000% SPARKING!（动画「魔法老师!?」片头曲/2006年11月8日）
  - A-LY-YA!（片尾曲/2006年11月8日）
- （「嬉皮笑園」片頭曲/2005年9月22日）
- 備長炭 （2005年11月25日）
- 校园乌托邦 学美向前冲！（稻森光香/2006年10月4日）
- Harmonies*（時乃&律子）（「不平衡抽籤」片尾曲/2006年11月8日）
- 絕望先生  絕望歌謠大全集（2007年）
- 夏日風暴 （2009年7月8日）
- 簡單易懂的現代魔法 （2009年9月30日）
- 夏日風暴 春夏冬中 （2009年12月23日）

### 廣播劇CD
- （女僕1号）
- 恋姊妹系列（木咲明穗/2004年）
- （遠野木遙/2001年）
- （遠野木遙/2002年）
- 嬉皮校園系列（/2004年、2005年）
- 漂亮怪獸（[洋甘菊.茉莉] 错误：{{Lang}}：无效参数：|3=（帮助）/2007年5月18日）
- 藍蘭島漂流記系列（千影/2004年、2005年）
- 我的裘可妹妹（裘可/2004年7月23日）
- 深淵傳奇（マリィベル・ラダン・ガルディオス）
- 約束之地 introduction disc（/2004年）
- 約束之地 prelude disc（/2004年）
- 約束之地 Epilogue Disc（/2004年）
- （和音稟/2005年）
- 備長炭 廣播劇CD 第1巻（備長炭/2006年1月25日）
- 備長炭 廣播劇CD 第2巻（備長炭/2006年2月24日）
- 備長炭 廣播劇CD 第3巻（備長炭/2006年3月24日）
- （近衛木乃香/2004年4月28日）
- （近衛木乃香/Animate限定/2005年10月28日）
- （近衛木乃香/2006年4月26日）
- （近衛木乃香/2007年2月7日）
- Vol.I〜III（小笠原野乃子/2006）
- Transistor teaset~电气街路图~（大代鏡）
- 棺材、旅人、怪蝙蝠（三實）

### DVD
- （2005年3月24日）
- （2006年3月29日）

### 其他
- 我的裘可妹妹 CD-ROM（裘可/Animate限定、2004年8月1日）
- （近衛木乃香/2004年12月24日/CD-ROM）
- FUN DISC 麻帆良祭（近衛木乃香/2005年10月21日/CD-ROM）
- DJCD Vol.1（第1期總集編/2005年12月21日）
- DJCD Vol.2（第2期總集編/2006年2月22日）
- DJCD SP1（修学旅行編「新錄版」/2006年4月26日）
- （2007年3月28日）
- （仮）（2007年4月25日）
- （2007年6月27日）
- （仮）（2007年8月22日）
- Windows 10應援角色（窗边瞳子（日语：窓辺とおこ））

遊戲角色CV
2016年,手機遊戲《少女前線》第二期CV,擔任配音角色為HK 416

## 外部連結
- （日語）野中藍在StarChild的官方網站 （页面存档备份，存于）
- （日語）事務所公開簡歷 （页面存档备份，存于）
- （日語）hatena的介紹頁 （页面存档备份，存于）